# Muhlbach-sur-Bruche
Muhlbach-sur-Bruche je občina v departmaju Bas-Rhin francoske regije Alzacija.
Leta 1990 je v občini živelo 583 oseb oz. 70 oseb/km².